# Liste der Baudenkmale in Fresenburg
In der Liste der Baudenkmale in Fresenburg sind alle Baudenkmale der niedersächsischen Gemeinde Fresenburg aufgelistet. Die Quelle der Baudenkmale ist der Denkmalatlas Niedersachsen. Der Stand der Liste ist der 17. Juni 2021.

## Allgemein
In den Spalten befinden sich folgende Informationen:
- Lage: die Adresse des Baudenkmales und die geographischen Koordinaten. Kartenansicht, um Koordinaten zu setzen. In der Kartenansicht sind Baudenkmale ohne Koordinaten mit einem roten Marker dargestellt und können in der Karte gesetzt werden. Baudenkmale ohne Bild sind mit einem blauen Marker gekennzeichnet, Baudenkmale mit Bild mit einem grünen Marker.
- Bezeichnung: Bezeichnung des Baudenkmales
- Beschreibung: die Beschreibung des Baudenkmales. Unter § 3 Abs. 2 NDSchG werden Einzeldenkmale und unter § 3 Abs. 3 NDSchG Gruppen baulicher Anlagen und deren Bestandteile ausgewiesen.
- ID: die Objekt-ID des Baudenkmales
- Bild: ein Bild des Baudenkmales, ggf. zusätzlich mit einem Link zu weiteren Fotos des Baudenkmals im Medienarchiv Wikimedia Commons. Wenn man auf das Kamerasymbol klickt, können Fotos zu Baudenkmalen aus dieser Liste hochgeladen werden:

## Fresenburg

### Gruppe: Schleusenanlage Düthe
Die Gruppe „Schleusenanlage Düthe“ hat die ID 39727114.

| Lage                                             | Bezeichnung     | Beschreibung                      | ID       | Bild           |
| ------------------------------------------------ | --------------- | --------------------------------- | -------- | -------------- |
| Zur Schleuse 52° 54′ 8″ N, 7° 18′ 42″ O          | Schleusenanlage | Dortmund-Ems-Kanal Schleuse Düthe | 39147136 | Weitere Bilder |
| Steinbilder Straße 30 52° 54′ 9″ N, 7° 18′ 44″ O | Wohnhaus        | Dortmund-Ems-Kanal Schleuse Düthe | 39727123 | Weitere Bilder |

### Einzelbaudenkmale
| Lage                                          | Bezeichnung        | Beschreibung | ID       | Bild           |
| --------------------------------------------- | ------------------ | ------------ | -------- | -------------- |
| Alte Dorfstraße 42 52° 53′ 3″ N, 7° 17′ 51″ O | Kapelle            |              | 35909839 | Weitere Bilder |
| Alte Dorfstraße 42 52° 53′ 3″ N, 7° 17′ 50″ O | Glockenturm        |              | 35911215 | Weitere Bilder |
| Zur Schleuse 20 52° 54′ 1″ N, 7° 18′ 21″ O    | Wirtschaftsgebäude |              | 35910872 | Weitere Bilder |
| Zur Schleuse 20 52° 54′ 0″ N, 7° 18′ 20″ O    | Wohnhaus           |              | 35910721 | Weitere Bilder |